# Jenny (słoń)

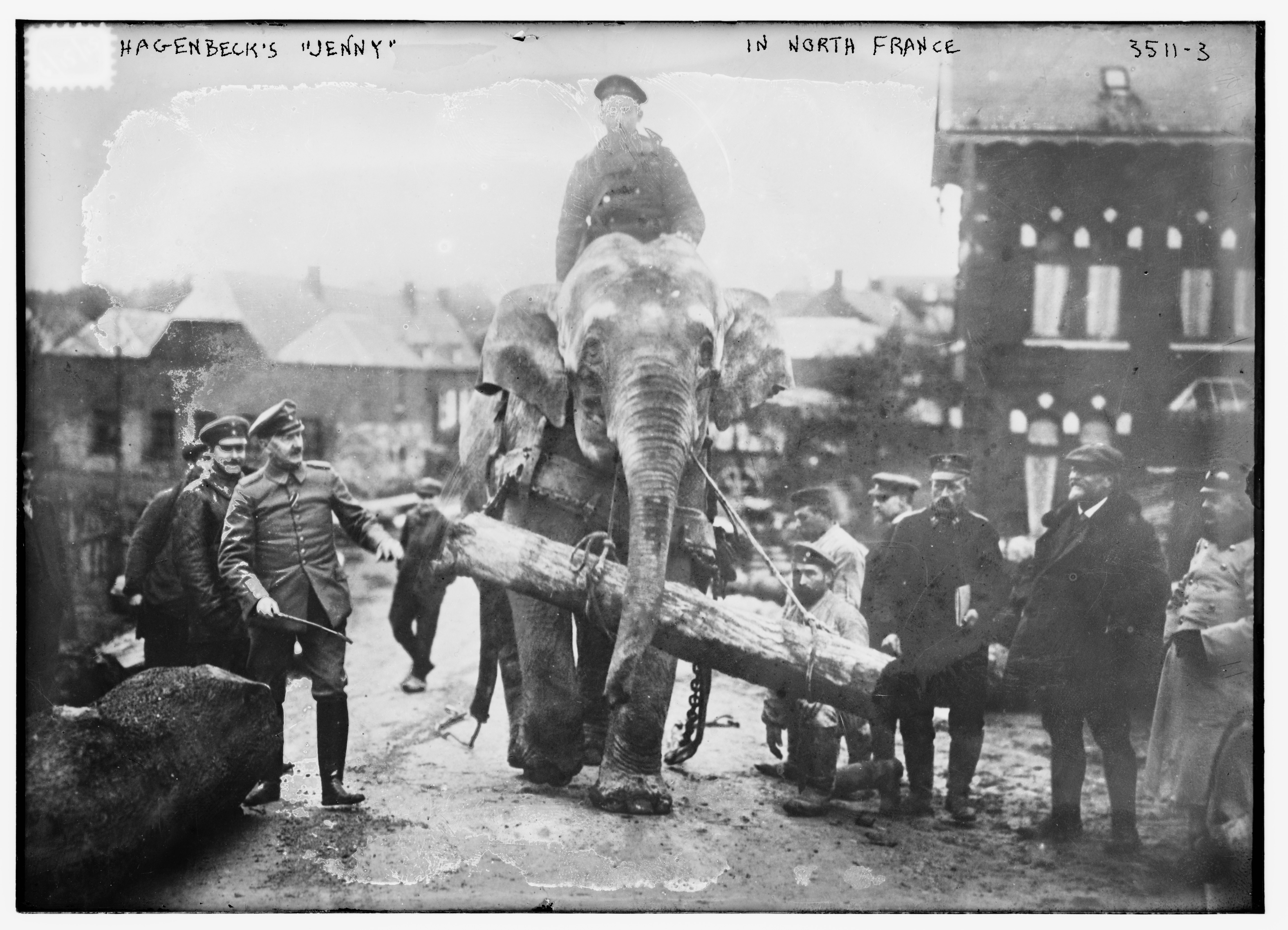
Jenny wraz ze swoim kornakiem Matthiasem Walterem, przenosi kłodę drewna w północnej Francji

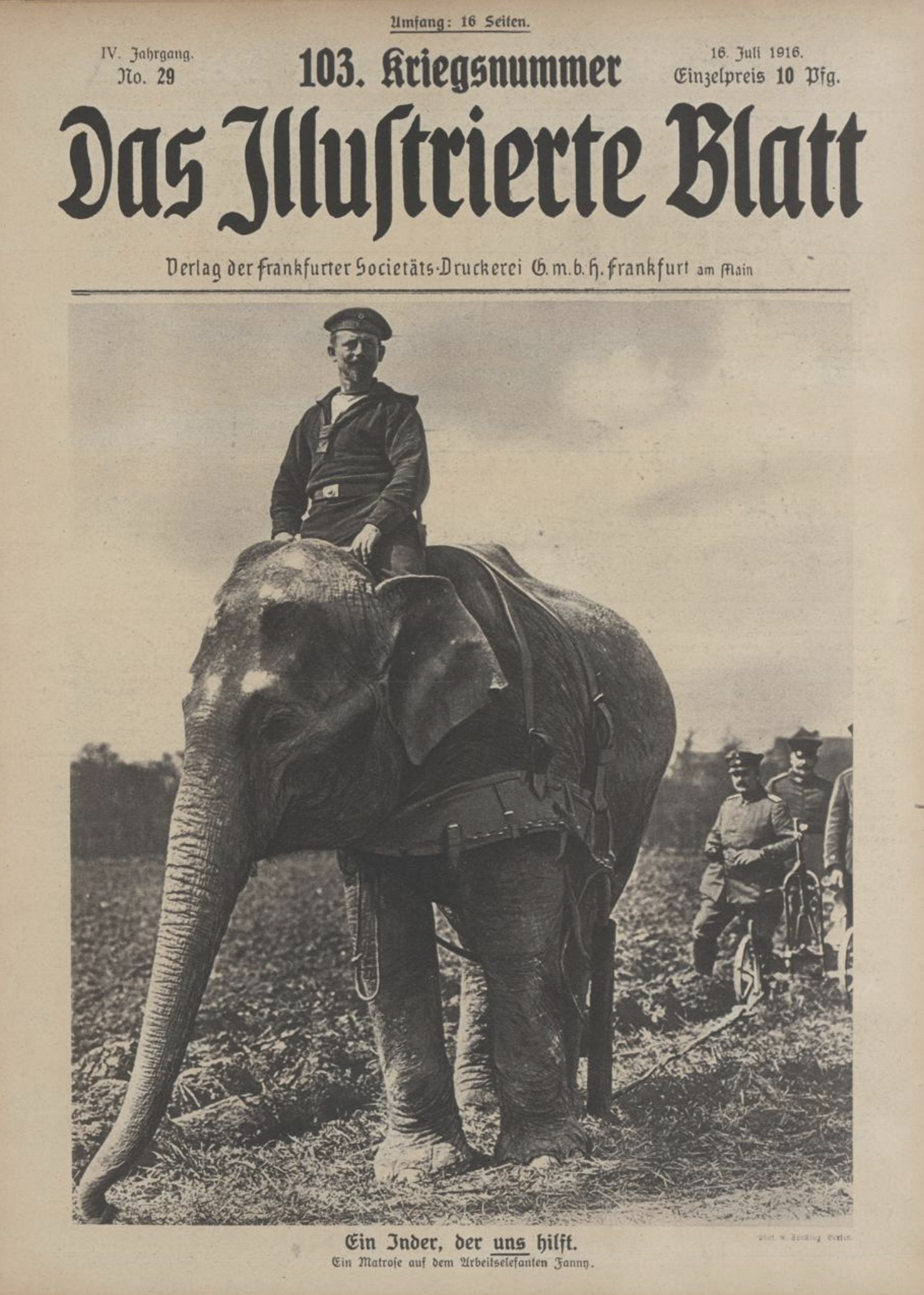
Jenny i Matthias Walter na pierwszej stronie gazety Das Illustrierte Blatt, w trakcie orania pola w północnej Francji

Jenny (ur. 1899, zm. 1941) – samica słonia indyjskiego, która służyła w niemieckiej armii podczas I wojny światowej.

## Historia
Jenny urodziła się w 1899 roku, prawdopodobnie na Cejlonie. W 1904 roku, w wieku pięciu lat, została kupiona przez niemieckiego tresera i handlarza dzikimi zwierzętami Carla Hagenbecka i przeniesiona do jego ogrodu zoologicznego w Hamburgu.
Po wybuchu I wojny światowej Jenny została przetransportowana pociągiem do okupowanej przez Niemców północnej Francji, z inicjatywy niemieckiego dowódcy rejonu Avesnes, gdzie dotarła tam w styczniu lub kwietniu 1915 roku. Jej niemiecki kornak (opiekun) Matthias Walter, który został powołany do Kaiserliche Marine w 1914 roku, został wezwany do Avesnes, aby zaopiekować się zwierzęciem. Słoń wykonywał wiele zadań, aby pomóc Niemcom w wysiłku wojennym na okupowanym terytorium, takich jak pchanie wagonów kolejowych z węglem, ciągnięcie pługa lub przenoszenie kłód drewna. W 1916 roku Niemcy przewieźli Jenny i jej kornaka, ponownie pociągiem, do Felleries, gdzie brała udział w pracach przy wyrębie okolicznych lasów. Jenny była w stanie przenieść 50 kłód dziennie, do czego potrzebnych byłoby dwanaście koni. Brała również udział w występach cyrkowych dla niemieckich żołnierzy, a jej zdjęcia były szeroko wykorzystywane w niemieckiej propagandzie wojennej.
2 kwietnia 1917 roku słoń powrócił do Hamburga i został sprzedany Circus Strassburger ze Strasburga. Jenny spędziła ostatnie lata swojego życia w paryskim Jardin d’Acclimatation, gdzie zmarła w lutym 1941 roku w wieku 42 lat.

## Upamiętnienie
W 2015 roku w Felleries wzniesiono naturalnej wielkości stalowo-wiklinową figurę Jenny, o długości 4 i szerokości 2,5 metra.